# Federico Andueza
Federico Andueza Velazco (Juan Lacaze, Colonia, 25 de mayo de 1997) es un futbolista uruguayo que juega como defensa central en Sarmiento (J) de la Primera División de Argentina

## Trayectoria

### Montevideo Wanderers Fútbol Club
Debutó como profesional el 15 de marzo de 2015, en la fecha 4 del Torneo Clausura, a pesar de ser su primer encuentro en Primera División, jugó los 90 minutos contra Atenas pero perdieron 2-1. Federico jugó su primer partido con 17 años, 9 meses, y 18 días.
Su segundo partido fue el 30 de agosto en la fecha 3 del Torneo Apertura, frente a Nacional en el Parque Viera. Ingresó Emiliano Díaz al minuto 77 y derrotaron a los tricolores por 2-1.

### Liverpool Fútbol Club
En agosto de 2023, luego de rescindir contrato en Junior de Barranquilla, llegó a un acuerdo de palabra con Liverpool (U), Sarmiento (J), dueño de su pase, lo cede a préstamo por seis meses.

## Selección nacional
Federico ha sido parte de la selección de Uruguay en la categoría juvenil sub-20.
En la primera convocatoria del año, que se realizó el 2 de marzo de 2016, fue considerado por Fabián Coito para entrenar con la sub-20, junto a su compañero de club Ignacio Neira.
Jugó el primer amistoso de práctica del año, se enfrentaron a Boston River, Uruguay perdió 1-0 en los primeros 45 minutos, pero para el segundo tiempo el entrenador cambió todo el equipo y ese tiempo finalizó 1-1.
El 17 de marzo, fue llamado para jugar dos partidos amistosos internacionales en Asunción.
Debutó con la sub-20 el 22 de marzo. Fue titular con la camiseta número 13 y se enfrentó a Paraguay, pero perdieron 4-3.

### Detalles de partidos
| Con Uruguay Sub-20 | Con Uruguay Sub-20 | Con Uruguay Sub-20 | Con Uruguay Sub-20  | Con Uruguay Sub-20 | Con Uruguay Sub-20 | Con Uruguay Sub-20 | Con Uruguay Sub-20 | Con Uruguay Sub-20 | Con Uruguay Sub-20 |
| N.°                | Rival              | Resultado          | Fecha               | Lugar              | Competencia        | Goles              | Asistencias        | Ref.               |                    |
| ------------------ | ------------------ | ------------------ | ------------------- | ------------------ | ------------------ | ------------------ | ------------------ | ------------------ | ------------------ |
| 1                  | Paraguay           | 3:4 (2:2)          | 22 de marzo de 2016 | Luque, Paraguay    | Amistoso           | —                  | —                  | 1                  |                    |

## Estadísticas

### Clubes
Actualizado al último partido disputado el 13 de mayo de 2023.
| Club                            | Div           | Temporada     | Liga  | Liga  | Copas nacionales | Copas nacionales | Torneos internacionales | Torneos internacionales | Total | Total |
| Club                            | Div           | Temporada     | Part. | Goles | Part.            | Goles            | Part.                   | Goles                   | Part. | Goles |
| ------------------------------- | ------------- | ------------- | ----- | ----- | ---------------- | ---------------- | ----------------------- | ----------------------- | ----- | ----- |
| Wanderers · Uruguay             | 1.ª           | 2014-15       | 1     | 0     | —                | —                | —                       | —                       | 1     | 0     |
| Wanderers · Uruguay             | 1.ª           | 2015-16       | 1     | 0     | —                | —                | —                       | —                       | 1     | 0     |
| Wanderers · Uruguay             | 1.ª           | 2016          | 0     | 0     | —                | —                | 0                       | 0                       | 0     | 0     |
| Wanderers · Uruguay             | 1.ª           | 2017          | 3     | 0     | —                | —                | 2                       | 0                       | 5     | 0     |
| Wanderers · Uruguay             | 1.ª           | 2018          | 5     | 0     | —                | —                | 0                       | 0                       | 5     | 0     |
| Wanderers · Uruguay             | 1.ª           | 2019          | 17    | 2     | —                | —                | 3                       | 0                       | 20    | 2     |
| Wanderers · Uruguay             | Total club    | Total club    | 27    | 2     | 0                | 0                | 5                       | 0                       | 32    | 2     |
| Plaza Colonia · Uruguay         | 1.ª           | 2020          | 6     | 0     | —                | —                | —                       | —                       | 6     | 0     |
| Plaza Colonia · Uruguay         | Total club    | Total club    | 6     | 0     | 0                | 0                | 0                       | 0                       | 6     | 0     |
| Central Córdoba (SdE) Argentina | 1.ª           | 2020-21       | 2     | 0     | 0                | 0                | —                       | —                       | 2     | 0     |
| Central Córdoba (SdE) Argentina | 1.ª           | 2021          | 20    | 0     | 0                | 0                | —                       | —                       | 20    | 0     |
| Central Córdoba (SdE) Argentina | Total club    | Total club    | 22    | 0     | 0                | 0                | 0                       | 0                       | 22    | 0     |
| Sarmiento (J) Argentina         | 1.ª           | 2022          | 34    | 2     | 1                | 0                | —                       | —                       | 35    | 2     |
| Sarmiento (J) Argentina         | Total club    | Total club    | 34    | 2     | 1                | 0                | 0                       | 0                       | 35    | 2     |
| Junior · Colombia               | 1.ª           | 2023          | 11    | 0     | 0                | 0                | —                       | —                       | 11    | 0     |
| Junior · Colombia               | Total club    | Total club    | 11    | 0     | 0                | 0                | 0                       | 0                       | 11    | 0     |
| Total carrera                   | Total carrera | Total carrera | 100   | 4     | 1                | 0                | 5                       | 0                       | 106   | 4     |

1. ↑  Incluye datos de la Copa Argentina (2022).
2. ↑  Incluye datos de la Copa Libertadores (2017-act.) y Copa Sudamericana (2019-act.).

### Selecciones
Actualizado al 14 de junio de 2016.
| Selección        | Temporada       | Continental | Continental | Mundial | Mundial | Amistosos | Amistosos | Total | Total |
| Selección        | Temporada       | Part.       | Goles       | Part.   | Goles   | Part.     | Goles     | Part. | Goles |
| ---------------- | --------------- | ----------- | ----------- | ------- | ------- | --------- | --------- | ----- | ----- |
| Sub-20 · Uruguay | 2015-16         | —           | —           | —       | —       | 4         | 0         | 4     | 0     |
| Sub-20 · Uruguay | Total selección | 0           | 0           | 0       | 0       | 4         | 0         | 4     | 0     |
| Total carrera    | Total carrera   | 0           | 0           | 0       | 0       | 4         | 0         | 4     | 0     |

## Palmarés

### Títulos nacionales
| Título              | Club                  | País      | Año  |
| ------------------- | --------------------- | --------- | ---- |
| Torneo Clausura     | Liverpool F. C.       | Uruguay   | 2023 |
| Campeonato Uruguayo | Liverpool F. C.       | Uruguay   | 2023 |
| Copa Argentina      | Central Córdoba (SdE) | Argentina | 2024 |

### Otras distinciones
- Torneo Apertura de Tercera División: 2015
- Torneo Clausura de Tercera División: 2016
- Campeonato Uruguayo de Tercera División: 2015-16